# Sint-Barbarakerk (Tungelroy)
De Sint-Barbarakerk is de parochiekerk van Tungelroy, gelegen aan Tungelerdorpstraat 66.

## Geschiedenis
Reeds in 1558 stond in Tungelroy een aan de heilige Barbara gewijde kapel. De huidige kerk werd gebouwd als eenbeukige kapel in 1792-1793 in classicistische stijl. Het is een bakstenen kerk met hardstenen plint en vensteromlijstingen. De kerk kreeg een ingebouwde, vierkante toren. Hendrik van Grispen en Petrus Rutten waren de initiatiefnemers tot de bouw.
In 1912 werd het koor afgebroken en werd de kerk uitgebreid tot een kruiskerk, terwijl een nieuw koor met ronde apsis werd gebouwd. Er kwam ook een vieringtorentje. In dezelfde tijd werden enkele glas-in-loodramen aangebracht, die ontworpen waren door Jean den Rooijen. In 1926 werd de toren, die tot dan toe twee geledingen omvatte, met een derde geleding verhoogd. Deze werd gedekt door een ingesnoerde naaldspits. Bij deze uitbreidingen was de architect J.M. Stals betrokken.
Pierre Weegels ontwierp de zijbeuken die in 1954-1955 werden aangebouwd. Aldus werd de eenvoudige kerk in verschillende fasen uitgebouwd tot een driebeukige kruiskerk.
Van 1989-1990 werd de kerk gerestaureerd.
De kerk is geklasseerd als rijksmonument.